# Jean Teulère
Jean Georges Marie Teulère (Bordeaux, 24 februari 1954) is een Frans ruiter gespecialiseerd in Eventing. Teulère nam viermaal deel aan de Olympische Zomerspelen en behaalde daarbij één medaille, individueel was zijn beste prestatie de vierde plaats in Atlanta en Athene. Tijdens de Olympische Zomerspelen 2004 behaalde Teulère met de Franse eventingploeg de gouden medaille na een toegekend protest over het tweemaal overschrijven van de startlijn door de Duitse Bettina Hoy. Op de Wereldruiterspelen behaalde hij zijn beste prestatie in 2002 door het winnen van de wereldtitel individueel en de zilveren medaille in de landenwedstrijd. Tijdens de Wereldruiterspelen 1994 had hij al de zilveren medaille in de landenwedstrijd eventing behaald.

## Resultaten
- Olympische Zomerspelen 1988 in Seoel 7e individueel eventing met Mohican V
- Olympische Zomerspelen 1988 in Seoel 6e landenwedstrijd eventing met Mohican V
- Wereldruiterspelen 1994 in Den Haag 8e individueel eventing met Rodosto
- Wereldruiterspelen 1994 in Den Haag  landenwedstrijd eventing met Rodosto
- Olympische Zomerspelen 1996 in Atlanta 4e individueel eventing met Rodosto
- Olympische Zomerspelen 2000 in Sydney 10e landenwedstrijd eventing met Amouncha
- Wereldruiterspelen 2002 in Jerez de la Frontera  individueel eventing met Espoir De La Mare
- Wereldruiterspelen 2002 in Jerez de la Frontera  landenwedstrijd eventing met Espoir De La Mare
- Olympische Zomerspelen 2004 in Athene 4e individueel eventing met Espoir De La Mare
- Olympische Zomerspelen 2004 in Athene  landenwedstrijd eventing met Espoir De La Mare
- Wereldruiterspelen 2006 in Aken 47e individueel eventing met Espoir De La Mare
- Wereldruiterspelen 2006 in Aken 7e landenwedstrijd eventing met Espoir De La Mare
- Wereldruiterspelen 2014 in Normandië 23e individueel eventing met Matelot Du Grand Val

1912: Nordlander, Adlercreutz, Casparsson,  Horn af Åminne ·
1920: Mörner, Lundström, von Braun,  Dyrsch ·
1924: Van der Voort van Zijp, Pahud de Mortanges, De Kruijff,  Colenbrander ·
1928: Pahud de Mortanges, De Kruijff, Van der Voort van Zijp ·
1932: Thomson, Chamberlin, Argo ·
1936: Stubbendorf, Lippert, von Wangenheim ·
1948: Henry, Anderson, Thomson ·
1952: von Blixen-Finecke, Stahre, Frölén ·
1956: Weldon, Rook, Hill ·
1960: Morgan, Lavis, Roycroft ·
1964: Checcoli, Angioni, Ravano ·
1968: Allhusen, Meade, Jones ·
1972: Meade, Gordon-Watson, Parker, Phillips ·
1976: Coffin, Plumb, Davidson, Tauskey ·
1980: Blinov, Salnikov, Volkov, Rogosjin ·
1984: Plumb, Stives, Fleischmann, Davidson ·
1988: Erhorn, Baumann, Kaspareit, Ehrenbrink ·
1992: Green, Rolton, Hoy, Ryan ·
1996: Schaeffer, Rolton, Hoy, Dutton ·
2000: Dutton, Hoy, Tinney, Ryan ·
2004: Boiteau, Lyard, Courrèges, Teulère, Touzaint ·
2008: Thomsen, Ostholt, Dibowski, Klimke, Romeike ·
2012: Auffarth, Jung, Klimke, Schrade, Thomsen ·
2016: Laghouag, Lemoine, Nicolas, Vallette ·
2020: Collett, McEwen, Townend ·
2024: Canter, Collett, McEwen